# 花立站
花立站（日语：／ Hanadate eki */?）是位於新潟縣岩船郡荒川町花立（現時：村上市花立），東日本旅客鐵道（JR東日本）米坂線的鐵路車站（廢站）。

## 歷史
- 1958年（昭和33年）7月10日：米坂線越後大島站至坂町站之間開設此站[1][3]。當時為客運車站和無人車站[4]。
- 1987年（昭和62年）4月1日 - 伴隨國鐵分割民營化，車站由東日本旅客鐵道（JR東日本）營運[1]。
- 1995年（平成7年）12月1日 - 由於客量減少，此站與同線的玉川口站一同廢除[1][2]。成為JR東日本內除了轉由第三部門鐵路公司經營的車站外，首兩座廢站。在廢除前一年度，每日的平均客量只有0.3人[2]。在廢站前一刻，許多普通列車通過此站，每日只有2個往返班次停靠。

## 車站構造
此站是地面車站，設有1面1線的單式月台，前往坂町方向的列車會開啟左邊車門，月台上設有候車室。
月台靠近坂町一方設有平交道。

## 車站周邊
- 荒川（日语：荒川 (羽越)）[3]
- 國道113號（日语：国道113号）

## 相鄰車站
東日本旅客鐵道
■米坂線
越後大島－花立－坂町

## 注腳
1. 1 2 3 4 5  石野哲 (编).  初版. JTB. 1998-10-01: 544. ISBN 978-4-533-02980-6 （日语）.
2. 1 2 3  . . ジェー・アール・アール. 1996-07-01: 183. ISBN 4-88283-117-1 （日语）.
3. 1 2 3 4  宮脇俊三; 原田勝正. 二見康生 , 编. . JR・私鉄各駅停車. 小學館. 1993-09-20: 93. ISBN 4-09-395403-8 （日语）.
4. ↑  . 交通新聞 (交通協力会). 1958-06-22: 1 （日语）.